# 屈布扎克莱蓬
屈布扎克莱蓬（法語：Cubzac-les-Ponts，法語發音：[kybzak le pɔ̃]）是法国吉伦特省的一个市镇，属于布莱区。

## 地理
屈布扎克莱蓬（44°58'14"N, 0°27'15"W）面积8.92 平方千米，位于法国新阿基坦大区吉倫特省，该省份为法国西南部沿海省份，是法國本土面积最大的省，北起滨海夏朗德省，西临大西洋，南至朗德省，东南接洛特-加龍省，东临多爾多涅省。
与屈布扎克莱蓬接壤的市镇（或旧市镇、城区）包括：圣安德烈-德屈布扎克、圣罗曼拉维尔韦、圣樊尚德保罗、圣卢贝斯。

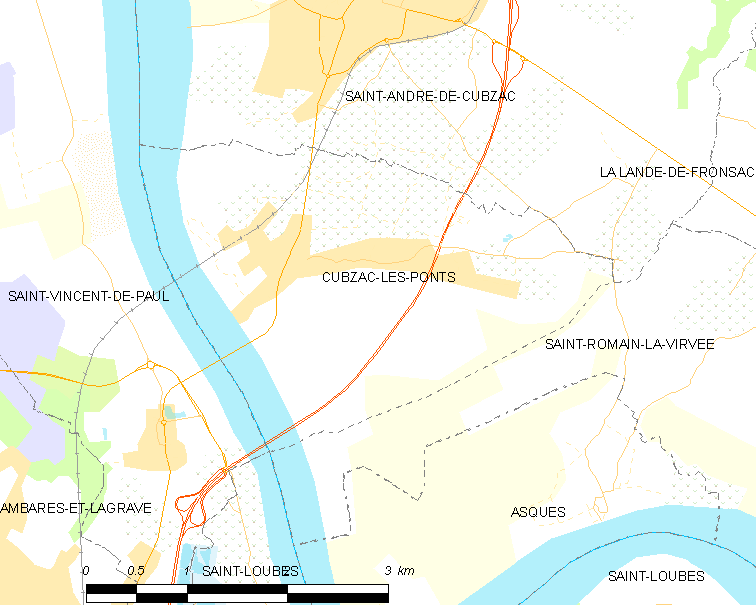
屈布扎克莱蓬的OSM定位图

屈布扎克莱蓬的时区为UTC+01:00、UTC+02:00（夏令时）。

## 行政
屈布扎克莱蓬的邮政编码为33240，INSEE市镇编码为33143。

## 政治
屈布扎克莱蓬所属的省级选区为北吉伦特县。

## 人口

1962-2008年间屈布扎克莱蓬人口变化图示

屈布扎克莱蓬于2022年1月1日时的人口数量为2637人。